# Дистрек
Дистрек (енгл. diss track; скр. од diss односно disrespect у преводу непоштовање и track у преводу песма, букв. транскр. песма непоштовања) или скраћено дис (енгл. diss) термин је који се користи за песму намењеној вербалном нападу на неког другог, често као одговор на нечији дистрек. Док су музичке пародије и напади увек постојали, тренд је постао све чешћи у хип-хоп жанру који је био подстакнут феноменом хип-хоп супарништва.

## Познати дистрекови
Међу најпознатијим светским дистрековима су:
- The Bitch in Yoo, Комон
- No Vaseline, Ајс Кјуб
- Hit 'Em Up, 2PAC
- Who Shot Ya?, Ноторијус Би-Ај-Џи
- Ether, Нас
- Takeover, Џеј-Зи
- Killshot, Еминем
- Fuck wit Dre Day (And Everybody's Celebratin'), Доктор Дре
- Dollaz + Sense, Ди-џеј Квик
- Real Muthaphuckkin G's, Изи-И
- Nail in the Coffin, Еминем
- Fuck Compton, Тим Дог
- The Bridge Is Over, Boogie Down Productions
- Second Round K.O., Канибус
- Kick In The Door, Ноторијус Би-Ај-Џи
- Drop a Gem on 'Em, Моб Дип
- L.A., L.A., Capone-N-Noreaga
- New York, New York, Tha Dogg Pound

### Дистрекови српске хип-хоп сцене
По независном интернет магазину и веб-сајту loudpack.zone најпознатији дистрекови са српске хип-хоп сцене су:
- Ђус и Моногамија — Редаљка 1[3]
- Ђаре против Ристе[4]
- Day Who — Марчсело[5]
- Дрипац — Ђаре дис[6]
- Ајзеа — Зиљаве пичке 2[7]
- П.И.Ђ.И — Прозивка за Ролекса[8]
- Наполеон — Прати овај бит (дис Чомбе чоко моко)[9]
- One Shot — У име игре[10]
- X3M — Чуо сам да си опасан[11]
- ФТП — Ако је Струка макро ми смо секта[12]